# Był czas na miłość
Był czas na miłość (tytuł oryginalny: Ishte koha për dashuri) – film fabularny produkcji albańskiej z roku 2004, w reżyserii Ylli Pepo.
Współczesna opowieść o problemach młodego pokolenia Albańczyków.

## Opis fabuły
Zafascynowany kulturą amerykańską Flori mieszka wraz z rodzicami w Tiranie i marzy o łatwym zarobku albo o wyjeździe z kraju. Niepowodzeniem kończą się marzenia o karierze bokserskiej, podobnie jak też o dobrze płatnej pracy.
Narastająca frustracja Floriego niszczy także jego związek z dziennikarką radiową Adą. Próba wkroczenia na drogę przestępczą kończy się dla Floriego tragicznie.
Premiera filmu odbyła się w kinie Millenium w Tiranie.

## Obsada
- Arben Derhemi jako Flori
- Pavlina Mani jako Ada
- Robert Ndrenika jako ojciec Floriego
- Arta Muçaj
- Valbona Imami jako siostra
- Çiljeta Xhilaga
- Marko Bitraku
- Alfred Trebicka
- Jorgos Nako
- Ippolito Chiarello
- Eni Jani